# Hrvoje Belamarić
Hrvoje Antonio Belamarić (Zagreb, 26. siječnja 1974.) dugogodišnji je novinar Radija 101, inicijator i urednik emisije za osobe s invaliditetom Rezolucija 48/96. Od rođenja boluje od cerebralne i dječje paralize.
Kroz svoj novinarski rad neprekidno se bavi podizanjem svijesti građana u pristupanju problemima osoba s invaliditetom. Izvještavao je s različitih događaja iz zemlje i inozemstva, a neko vrijeme je proveo i na BBC-u na školovanju i edukaciji.
Dobitnik je nagrade Foruma 21 za radijsko novinarstvo 2003. godine.
Hrvoje je član Uprave atletskog kluba za osobe s invaliditetom Agram, a od 2007. vodi i Udrugu za promicanje obrazovanja DELFIN kroz koju aktivno nastoji pomoći mladim osobama i osobama s invaliditetom.

## Vanjske poveznice
- Na primanju kod predsjednika Mesića povodom međunarodnog dana invalida   Arhivirana inačica izvorne stranice od 15. srpnja 2007. (Wayback Machine)   Arhivirana inačica izvorne stranice od 10. lipnja 2007. (Wayback Machine)
- Udruga DELFIN   Arhivirana inačica izvorne stranice od 15. lipnja 2012. (Wayback Machine)